# 나주시·화순군
나주시·화순군은 대한민국의 국회의원 선거구이다. 전라남도 나주시, 화순군을 관할한다. 현 지역구 국회의원은 더불어민주당의 신정훈이다.

## 역사
대한민국 제17대 국회의원 선거를 앞두고 전라남도의 선거구가 개편되었다. 이에 나주시와 화순군이 하나의 선거구를 이루게 됨에 따라 신설되었다.

## 관할 구역
| 대수  | 관할 구역               |
| ----- | ----------------------- |
| 17대~ | 나주시 일원 화순군 일원 |

## 역대 국회의원
| 선거   | 정당 | 정당           | 의원   |
| ------ | ---- | -------------- | ------ |
| 2004년 |      | 무소속         | 최인기 |
| 2008년 |      | 통합민주당     | 최인기 |
| 2012년 |      | 민주통합당     | 배기운 |
| 2014년 |      | 새정치민주연합 | 신정훈 |
| 2016년 |      | 국민의당       | 손금주 |
| 2020년 |      | 더불어민주당   | 신정훈 |
| 2024년 |      | 더불어민주당   | 신정훈 |

## 역대 선거 결과

### 대한민국 제17대 국회의원 선거
|  | 42.05% |

|  | 37.10% |

|  | 18.97% |

|  | 1.31% |

|  | 0.54% |

### 대한민국 제18대 국회의원 선거
|  | 74.15% |

|  | 15.37% |

|  | 6.92% |

|  | 2.67% |

|  | 0.88% |

### 대한민국 제19대 국회의원 선거
|  | 52.73% |

|  | 43.88% |

|  | 3.38% |

### 2014년 대한민국 재보궐선거
|  | 62.42% |

|  | 22.20% |

|  | 15.37% |

### 대한민국 제20대 국회의원 선거
|  | 51.10% |

|  | 44.22% |

|  | 4.67% |

### 대한민국 제21대 국회의원 선거
|  | 78.80% |

|  | 19.54% |

|  | 1.64% |

### 대한민국 제22대 국회의원 선거
|  | 71.06% |

|  | 19.75% |

|  | 9.17% |